# Хеймен, Хелен
Хелен Валери Хеймен, баронесса Хеймен (англ. Helene Valerie Hayman, Baroness Hayman, в девичестве — Ми́ддлвик (англ. Middleweek), род. 26 апреля 1949 года в Вулвергемптоне) — британский политический деятель, лорд-спикер Палаты лордов парламента Великобритании в 2006—2011 годах. Дама Большого креста ордена Британской империи с 2012 года (одна из пяти женщин, награждённых высшей степенью ордена с 1964 года и одна из четырёх ныне живущих Дам Большого креста этого ордена).

## Биография
Родилась в 1949 году в городе Вулвергемптон в семье дантиста Мориса Миддлвика и его жены Мод. В 1969 году окончила университет в Кембридже. Вышла замуж в 1974 году за Мартина Хиткоата Хеймена, имеет 4 сыновей.
В 1974—1979 годах — член парламента Великобритании от Лейбористской партии. В 1996 году получила звание пожизненного пэра и титул баронессы.
Помимо политической деятельности активно занималась вопросами, связанными со здравоохранением. Являлась членом ряда комитетов по медицинской этике, работала в управляющих органах государственной системы здравоохранения и сотрудничала с различными благотворительными организациями.
В июле 2006 года избрана первым спикером Палаты лордов Парламента Великобритании.
Ранее спикер в Палате лордов не избирался и эту роль выполнял лорд-канцлер, назначаемый премьер-министром. Лорд-спикер не играет политической роли и занимает нейтральную позицию. В рамках своих основных функций лорд-спикер представляет деятельность Палаты лордов внутри страны и за рубежом, председательствует на заседаниях Палаты лордов и вносит предложения по процедурам её работы.